# Fleurs 3
Fleurs 3 è il ventitreesimo album musicale di Franco Battiato, secondo capitolo della trilogia Fleurs, pubblicato nel 2002 con etichetta Sony Music.

## Descrizione
Si tratta di una raccolta di cover con un inedito, Come un sigillo (cantata insieme ad Alice e scritta insieme al filosofo Manlio Sgalambro). L'ultimo brano unisce l'omonima composizione di Richard Strauss con un testo di Hermann Hesse. Sigillata con un bacio è la versione italiana di un brano americano originariamente intitolato Sealed With a Kiss. Bruno Lauzi è l'unico autore presente qui con due brani, anche se il secondo, Se tu sapessi, fu scritto dal cantautore genovese per Salvatore Vinciguerra, che lo portò al successo.
L'album ha raggiunto il primo posto in classifica nel settembre del 2002.
Tre tracce di questo album, Insieme a te non ci sto più, Ritornerai e Se mai, sono state scelte per la colonna sonora del film Manuale d'amore, diretto da Giovanni Veronesi. L'ultima di queste tre riprende il tema del film di Charlie Chaplin Tempi moderni del 1936.
Dal disco sono stati estratti i singoli radiofonici Impressioni di settembre, Insieme a te non ci sto più e Ritornerai.

## Tracce
Tra parentesi dopo il titolo è indicato l'interprete originario.
1. Perduto amor (Salvatore Adamo) - 3:17 - (testo di Salvatore Adamo - Angelo De Lorenzo, musica di Salvatore Adamo)
2. Impressioni di settembre (PFM) - 3:40 - (testo di Mogol - Mauro Pagani, musica di Franco Mussida)
3. Se mai (Charlie Chaplin) - 3:06 - (testo di Geoffrey Parsons - John Turner, musica di Charlie Chaplin, adattamento in italiano di Smile a cura di Giorgio Calabrese - Giuseppe Gramitto Ricci)
4. Ritornerai (Bruno Lauzi) - 3:25 - (testo e musica di Bruno Lauzi)
5. Col tempo sai (Léo Ferré) - 3:34 - (testo e musica di Léo Ferré, adattamento in italiano di Avec le temps a cura di Enrico Medail - Gian Piero Simontacchi)
6. Insieme a te non ci sto più (Caterina Caselli) - 3:12 - (testo di Vito Pallavicini, musica di Paolo Conte)
7. Il cielo in una stanza (Gino Paoli) - 3:11 - (testo e musica di Gino Paoli)
8. Le tue radici (Alan Sorrenti) - 3:20 - (testo e musica di Alan Sorrenti)
9. Se tu sapessi (Salvatore Vinciguerra) - 3:17 - (testo e musica di Bruno Lauzi)
10. Sigillata con un bacio (Luigi Fiumicelli) - 3:20 - (testo di Peter Udell, musica di Gary Geld, adattamento in italiano di Sealed with a kiss a cura di Ettore Carrera - Saro Leva)
11. Come un sigillo (con Alice) - 3:03 - (testo di Franco Battiato - Manlio Sgalambro, musica di Franco Battiato)
12. Beim Schlafengehen - 2:56 - (testo di Hermann Hesse, musica di Richard Strauss)

## Formazione
- Franco Battiato – voce, chitarra e tastiera
- Saro Cosentino – chitarra e cori
- Carlo Guaitoli – pianoforte
- Paolo Valli – batteria
- Demetrio Comuzzi – viola
- Alessandro Simoncini – violino
- Luca Simoncini – violoncello
- Mauro Parodi – trombone
- Vera Quarleri, Mary Montesano – cori